# Shahrestān di Raz e Jargalan
Lo shahrestān di Raz e Jargalan (farsi رازوجرگلان) è uno dei 7 shahrestān del Khorasan settentrionale, il capoluogo è Raz. Faceva parte precedentemente allo shahrestān di Bojnurd.